# Michael Grylls
Pour les articles homonymes, voir Grylls.
William Michael John Grylls (connu sous Michael Grylls), (21 février 1934 - 7 février 2001) est un homme politique du parti conservateur britannique. Il a notamment été impliqué dans l'affaire Cash-for-questions (en), un scandale politique des années 1990.

## Biographie
Michael Grylls fait ses études à l'école de St Ronan (St. Ronan's School), Britannia Royal Naval College à Hawkhurst, et aux Universités de Paris et de Madrid. De 1952 à 1955, il sert dans les Royal Marines, force dans laquelle il importe illégalement du vin et du tabac.
Il est fiancé avec Sally Ford (fille de Patricia Ford, Lady Fisher) et a deux enfants, une fille et un garçon. Son fils Edward Michael "Bear" Grylls, est animateur de la série évènement Man vs. Wild.
Il est fait chevalier en 1992.